# 全日本歌謡選手権
『全日本歌謡選手権』（ぜんにほんかようせんしゅけん）は、かつて日本テレビ系列局で放送していた読売テレビ製作の歌謡番組である。読売テレビと日本テレビでは1970年1月5日から1976年12月25日まで放送した。当初から原則カラー放送。

## 概要
歌合戦形式で行われていた視聴者参加型のオーディション番組である。アマチュア出場者とプロの歌手が合同参加する方式で、ヒット曲に恵まれない歌手にとっては再起を賭ける登竜門的番組となっていた。この番組に出場してグランドチャンピオンを達成し、スターの座を掴んだ例として、「三谷謙」時代の五木ひろしや八代亜紀などがいる。
番組は毎回大阪近郊のホールに一般客を招いて行われていた。近畿地方以外で公開収録をすることもあり、1975年には沖縄国際海洋博覧会の会場で公開収録を行ったこともある。
ステージには予選を勝ち抜いてきた5人の挑戦者が出場する。審査員1人につき20点の持ち点で審査し、100点満点中、基準の70点に達すると合格とされて勝ち抜けられた。そして10週連続で勝ち抜くとグランドチャンピオンとなり、天井から大量の紙吹雪が降る（初期はくす玉が割れて紙テープも舞う方式（五木ひろしの場合）、後期は天井から大量の紙テープが舞いながら（真木ひでとの場合））。読売テレビ編成局からゴールデントロフィーが授与され、レコード会社との契約権、賞金（金額は不明）、海外旅行（当初はパンアメリカン航空が協賛。五木がパンナムの航空バッグを持っていた。旅行先は不明）を獲得できた。グランドチャンピオン達成の瞬間には、「第○代グランドチャンピオン ○○（挑戦者名）!!」の字幕スーパーが映った。途中で不合格（失格）とされた場合には完全退場させられたが、審査員の裁量によって再挑戦を認められるケースもあった。また、5週連続で勝ち抜きを達成すると「歌唱賞」獲得となり、小規模のトロフィーが授与された。
1976年4月17日放送から司会者が長沢純から浜村淳に交代となり、挑戦者も5人から6人となった。また、審査員もレギュラー審査員の鈴木淳、山口洋子、諸井誠の3人とゲスト2名により審査が行われるようになった。なお、司会者交代となる1976年4月17日放送では長沢純が審査員となった。
審査結果の発表は、初代司会の長沢純、あるいは2代目司会の浜村淳による「第○回、全日本歌謡選手権、発表です!」のコールで開始されていた。発表時には、ステージ上の回転台に乗った挑戦者が後ろから前へと進んでいき、もし合格であれば回転台がステージ中央で止まったが、不合格であれば止まらずに後ろに下がって退場させられた。ただし、これは長沢時代前期と浜村時代後期の方式で、長沢時代後期には挑戦者がステージ左に座り、会場が暗くなってスポットライトが挑戦者に当たり、得点表示板に点数が出る方式だった。また、浜村時代前期には挑戦者がステージ上に立ち、その後ろにある得点表示板で審査結果を発表していた。なお、出場者全員に参加賞としてスポンサーの製品が贈られていた。
この番組は、1972年12月までは参天製薬の一社提供で、『サンテ全日本歌謡選手権』と題して放送していたが、1973年1月以降は複数社提供になり、タイトルからスポンサー名が外れた。一社提供時代には番組の冒頭で、当時の司会者である長沢が「参天製薬提供、サンテ全日本歌謡選手権！」とコールしていたが、後に「大学目薬とサンテ・ド・ウの参天製薬がお送りする、サンテ全日本歌謡選手権！」に変更した。さらに複数社提供になってからは「第○回、全日本歌謡選手権！」とコールするようになった。

## 当番組の一部回がモノクロ放送だったことについて
当番組は初回から原則として毎回カラー放送だが、番組初期には、地方の公開収録に於いて制作協力局がカラー中継車を所有していない場合は、モノクロ放送となった。これは、1970年4月改編期に日本テレビ系列のゴールデンタイムの全国ネット番組が全面カラー化した後も続いた。ちなみに、系列を持つ民放テレビ局全局がカラー中継車の導入を完了したのは、1973年頃のことである。

## 放送日時
いずれも日本標準時。
- 月曜 19:30 - 20:00 （1970年1月5日 - 1973年9月24日）
- 日曜 19:00 - 19:30 （1973年10月7日 - 1975年9月28日）
- 土曜 19:00 - 19:30 （1975年10月4日 - 1976年12月25日）

## 出演者

### 司会
- 初代：長沢純（1970年1月5日 - 1976年4月17日）
- 2代目：浜村淳（1976年4月17日 - 1976年12月25日）

### 審査員
- 淡谷のり子
- 船村徹
- 竹中労
- 平尾昌晃
- 鈴木淳
- 山口洋子
- 諸井誠
- 浜口庫之助[6]
- 小池聰行[6]
- 橋本淳 [6]

## 出場者

### 主な出身者（再デビュー順）
- 胡浜三郎 - 初代チャンピオン。
- 大橋惠子 - 11代チャンピオン
- 五木ひろし - 出場当時は「三谷謙」と名乗っていた[7]。
- 天童よしみ
- 八代亜紀
- 有田美春
- 中条きよし
- 中真理子 - 『スター誕生!』第9回決戦大会に出場したが、合格ならず。本番組には1週落ちしたものの、再挑戦の機会を与えられて10週連続で勝ち抜き、グランドチャンピオンを達成した。
- 有砂しのぶ
- 竜エリザ - 沖縄海洋博会場での公開収録時に初挑戦して1週勝ち抜き。その後も順当に勝ち進み、グランドチャンピオンを達成した。76年4月5日「あなたに帰れない」（ビクター）でデビュー。77年には朱礼毬子（しゅれいまりこ）と改名して「とりのこされて」（ビクター：SV-6324）をリリース。田辺エイジェンシーに所属。
- ロマン・タム - 香港出身歌手。10週連続で勝ち抜き、グランドチャンピオンを達成した(1975年)。
- 真木ひでと - グループ・サウンズのオックスに所属していた野口ヒデトで、演歌歌手に転向するために出場。10週連続勝ち抜きが懸かった回（1975年7月に大阪府藤井寺市民会館で収録）で五木ひろしの「よこはま・たそがれ」を歌い、合計点73点で合格となり、グランドチャンピオンを達成した。
- 山本譲二
- 日高隼人（日高正人）

### その他の出場者
- 南こうせつとかぐや姫（第一期メンバー）も出場したが、4週目の挑戦で途中棄権した。五木ひろし（三谷謙）が7週勝ち抜いた1970年12月21日放送分は2週目の挑戦だった[7]
- 10代の時に多くのヒット曲を出した青山ミチも出場して10週連続で勝ち抜いたが、プロ復帰はならなかった。
- カントリー・ヨーデル歌手のウイリー沖山、琉球民謡歌手の大工哲弘、女流落語家の林家パー子、喜劇俳優の芦屋小雁も出場したことがある。
- 石野真子が出場し、3週まで勝ち抜いた。

## 補足
- 初代テーマ曲はキダ・タローが作曲した。
- 歌謡ジャンルは演歌とムード歌謡が主体だったが、アイドル歌謡でも問わなかった。また挑戦者が歌う曲は、持ち歌にしているヒット曲などでかまわなかった。
- 長沢時代末期には「ちびっこ登場」という企画を行っていた。当時は「およげ!たいやきくん」が大ヒットしていた頃であり、この曲を歌う挑戦者が多かった。浜村時代末期にはプロ野球選手特集も行っていた。
- 番組収録には2インチVTRを使用していた。2インチVTRは機器・テープとも高価かつ操作・編集が煩雑で、さらには視聴者参加型番組ゆえの著作権法や肖像権などの絡みもあり、番組放送後には重ね録りされたり、別の番組の収録に使い回されたりしていた。そのため、読売テレビの社内に残っている映像は山本譲二が出場した回など浜村時代のものばかりで、長沢時代の映像はほとんど残っておらず、五木・天童・八代がこの番組を振り返る際に使う映像は大半がスチール写真である（但し、天童の出場回と放送第5回のオープニング（キダ・タローのCD集に収録）の音源は現存）。
  - 1983年8月28日に放送された『テレビから生まれた歌・30年!』で、初代司会の長沢（スリーファンキーズとして出演）が本番組を回顧した時も、山本譲二の映像のみがVTRで、五木・八代・中条きよしの映像はスチール写真だった。
  - 2009年発刊の『読売テレビ50年社史』でも、付属のDVDに収録されているのは山本譲二の出場回のみで、五木・天童・八代の出場回は本誌にスチール写真で掲載されている。
  - その一方で、2003年発刊の日本テレビの社史『テレビ夢50年』では、長沢時代の1975年12月22日放送分の映像が付属のDVDに収録されている。
- 2019年2月22日に放送した読売テレビ開局60周年スペシャルドラマ『約束のステージ 〜時を駆けるふたりの歌〜』は、当番組をモチーフとした作品であり、2019年から1975年にタイムスリップした少女・翼（土屋太鳳）と、1975年の少女・つばさ（百田夏菜子）がデュオを組んで番組に出場した（その後、ドラマ内では2019年の翼が単独で再出場し、10週まで勝ち残る）。ドラマでは1975年当時のセットを再現し、番組出身者の五木ひろし・八代亜紀・天童よしみが審査員役で、山本譲二が当時の出場VTRで登場した。また、前述の通り番組出場経験のある石野真子も2019年の翼の母親役で出演している。

## ネット局
系列はネット終了時のもの。
| 放送対象地域            | 放送局         | 系列                                        | 放送時間 | 備考 |
| ----------------------- | -------------- | ------------------------------------------- | --- | --- |
| 近畿広域圏              | 読売テレビ     | 日本テレビ系列                              | 月曜 19:30 - 20:00 日曜 19:00 - 19:30 土曜 19:00 - 19:30                                                                         | 製作局 |
| 関東広域圏              | 日本テレビ     | 日本テレビ系列                              | 月曜 19:30 - 20:00 日曜 19:00 - 19:30 土曜 19:00 - 19:30                                                                         | |
| 北海道                  | 札幌テレビ     | 日本テレビ系列                              | 月曜 19:30 - 20:00 日曜 19:00 - 19:30 土曜 19:00 - 19:30                                                                         | |
| 青森県                  | 青森放送       | 日本テレビ系列 NETテレビ系列                | 月曜 19:30 - 20:00（1971年8月 - 1973年9月時点）                                                                                  | 1975年3月までは日本テレビ系列単独加盟局 |
| 岩手県                  | 岩手放送       | TBS系列                                     | 金曜 19:00 - 19:30（1971年時点）                                                                                                 | 現・IBC岩手放送 |
| 岩手県                  | テレビ岩手     | 日本テレビ系列 NETテレビ系列                | 月曜 19:30 - 20:00（1972年2月 - 1973年9月時点）                                                                                  | |
| 秋田県                  | 秋田放送       | 日本テレビ系列                              | 月曜 19:30 - 20:00（1971年8月 - 1973年9月時点）                                                                                  | |
| 山形県                  | 山形放送       | 日本テレビ系列                              | 月曜 19:30 - 20:00（1971年8月 - 1973年9月時点） 日曜 19:00 - 19:30（1973年10月から） 土曜 19:00 - 19:30（1976年10月 - 12月時点） | |
| 宮城県                  | 東北放送       | TBS系列                                     | 日曜 15:00 - 15:30 | 1970年1月 - 1971年10月に放送 |
| 宮城県                  | ミヤギテレビ   | 日本テレビ系列                              | 日曜 19:00 - 19:30（1973年10月から） 土曜 19:00 - 19:30（1975年10月から）                                                        | 日曜時代から放送 1975年9月まではNETテレビ系列のクロスネット                                                                                  |
| 福島県                  | 福島テレビ     | フジテレビ系列 TBS系列                      | 水曜 19:30 - 20:00 | 1970年1月 - 1972年12月まで放送 1971年9月までは事実上日本テレビ系列とTBS系列のクロスネット                                                    |
| 福島県                  | 福島中央テレビ | 日本テレビ系列 NETテレビ系列                | 日曜 19:00 - 19:30 | 日曜時代のみ放送 |
| 山梨県                  | 山梨放送       | 日本テレビ系列                              | 土曜 19:00 - 19:30（1976年10月時点）                                                                                             | |
| 新潟県                  | 新潟放送       | TBS系列                                     | | 土曜移行の際に打ち切り |
| 長野県                  | 信越放送       | TBS系列                                     | 金曜 19:00 - 19:30（1976年10月 - 12月時点）                                                                                      | |
| 静岡県                  | 静岡放送       | TBS系列                                     | 土曜 18:00 - 18:30（1976年10月時点）                                                                                             | |
| 富山県                  | 北日本放送     | 日本テレビ系列                              | 月曜 19:30 - 20:00 日曜 19:00 - 19:30 土曜 19:00 - 19:30                                                                         | |
| 石川県                  | 北陸放送       | TBS系列                                     | 火曜 19:30 - 20:00 | |
| 福井県                  | 福井放送       | 日本テレビ系列                              | 土曜 19:00 - 19:30 日曜 19:00 - 19:30 土曜 19:00 - 19:30                                                                         | |
| 中京広域圏              | 名古屋テレビ   | 日本テレビ系列 NETテレビ系列                | 月曜 19:30 - 20:00 | 1973年3月まで放送 |
| 中京広域圏              | 中京テレビ     | 日本テレビ系列                              | 日曜 19:00 - 19:30 土曜 19:00 - 19:30                                                                                            | 1973年4月から放送 |
| 鳥取県 ↓ 鳥取県・島根県 | 日本海テレビ   | 日本テレビ系列                              | | 1972年9月までの放送対象地域は鳥取県のみ 電波相互乗り入れにより、1972年9月25日から島根県でも放送                                              |
| 広島県                  | 広島テレビ     | 日本テレビ系列                              | 日曜 19:00 - 19:30 土曜 19:00 - 19:30                                                                                            | 1975年9月まではフジテレビ系列とのクロスネット局 月曜時代はフジテレビ系列のネット受けのため放送なし 日曜へ移動した1973年10月7日より同時ネット |
| 山口県                  | 山口放送       | 日本テレビ系列                              | | |
| 徳島県                  | 四国放送       | 日本テレビ系列                              | | |
| 香川県                  | 西日本放送     | 日本テレビ系列                              | | 当時の放送対象地域は香川県のみ |
| 愛媛県                  | 南海放送       | 日本テレビ系列                              | | |
| 高知県                  | 高知放送       | 日本テレビ系列                              | | |
| 福岡県                  | 福岡放送       | 日本テレビ系列                              | | |
| 長崎県                  | 長崎放送       | TBS系列                                     | 火曜 19:30 - 20:00 | |
| 熊本県                  | 熊本放送       | TBS系列                                     | 火曜 19:30 - 20:00 → 木曜 19:00 - 19:30                                                                                          | |
| 大分県                  | 大分放送       | TBS系列                                     | 火曜 19:30 - 20:00 | |
| 大分県                  | テレビ大分     | 日本テレビ系列 フジテレビ系列 NETテレビ系列 | | |
| 宮崎県                  | 宮崎放送       | TBS系列                                     | 火曜 19:30 - 20:00 | |
| 鹿児島県                | 南日本放送     | TBS系列                                     | 火曜 19:30 - 20:00 | |
| 沖縄県                  | 琉球放送       | TBS系列                                     | 火曜 19:30 - 20:00 → 木曜 19:00 - 19:30                                                                                          | |